# お兄ちゃんと一緒
『お兄ちゃんと一緒』（おにいちゃんといっしょ）は、2003年から2009年まで『LaLa』（白泉社）に連載されていた少女漫画である。作者は時計野はり。2007年7月25日にドラマCDが発売された。

## あらすじ
幼い時に母親を亡くし、祖母と2人暮らしだった桜。祖母までも亡くした14歳の桜の前に突然現れたのは、兄と名乗る4人の男達だった。彼らは死んだ父親の前妻との間の子供で……。

## 登場人物
声優はドラマCDのものである。
宮下桜（みやした さくら）
声 - 福圓美里
主人公。母親と祖母を亡くし天涯孤独になった少女。兄達の過保護っぷりに呆れながらも、正に恋心を抱いていく。
宮下正（みやした まさし）
声 - 近藤隆
シスコン気味の長男。小説家。外見は男性というより女性に近く、その為男性からしばしばナンパされる。以前のキャラ人気投票で、一位になった。鳴々のことをまんまる頭と呼ぶ。女装は趣味と言っているが、趣味の域を超えている。女性向け恋愛小説家なので普段は女言葉を使う。本人曰く、根からのオカマではないらしい。
宮下隆（みやした たかし）
声 - 神谷浩史
しっかり者の次男。桜の中学で国語の教師をしている。剣道4段。キレると怖い（どこからともなく木刀を出す）。近くを見る時は眼鏡をとる。
宮下剛（みやした つよし）
声 - 鈴村健一
フリーターの三男。素直ではないが根は優しい。自分の店を持つのが夢。後に喫茶店という形で夢を叶える。一日に一回は正に向かって暴言を吐く。犬が苦手。ツンデレ。
宮下武（みやした たけし）
声 - 小西克幸
無口な四男。周りから剛より年上に見られている。花好き、ちなみに4人のなかで作者が一番好きなキャラである。
森本りん（もりもと りん）
スイス人と日本人のハーフ。剛が昔身を寄せていた親戚の家の近所に住んでいた。外見は女だが、中身は男。剛ラブ。
宮下文子（みやした ふみこ）
桜の実の母親。正達の父親と再婚し、3歳の時に亡くなった。正の初恋の相手。
小川春（おがわ はる）
桜の亡くなった祖母。
鈴木一郎（すずき いちろう）
声 - 寺島拓篤
桜の同級生。サッカー部所属。桜にほのかに片想いしているが、近づこうとする度に兄達から迫害を受ける。また、桜自身も「鈴木君はただの友達」と言い、彼を落ち込ませている（桜は無自覚）。中ちゃんいわく、ヘタレ。
田中友子（たなか ともこ）
桜の女友達。通称、中ちゃん（なかちゃん）。高校生の兄と二人兄妹。隆に憧れている（恋愛感情はない）。
片桐（かたぎり）
桜の同級生。親の離婚で荒れているときに桜に励まされ、それ以来桜のことが好きだった。中学生の時に一度転校したが、高校生なって桜の通う高校に転校してきた。桜のことが好きで、何かとアピールを続けている。将来料理人になるのが夢で、調理部を立ち上げた。最近は園村のことが気になる。
園村ゆかり（そのむら ゆかり）
桜の女友達。大人しい。中学の野外活動の夕飯を作りに失敗した時に片桐に助けられ、以来片桐のことが好き。調理部に所属。
小塚鳴々（こづか なな）
声 - 中村悠一
音々の双子の兄。サッカー部の現キャプテン。シスコン気味。桜のことをおチビさんと呼び、気に入っている。正にライバル視される。音々のことをなにかと気にかけているが、応援している。
小塚音々（こづか ねね）
声 - 上原さやか
鳴々の双子の妹。サッカー部のマネージャー。寺田先輩のことが好き。

## 書誌情報
- 時計野はり 『お兄ちゃんと一緒』 白泉社〈花とゆめコミックス〉、全11巻
  1. 2004年1月5日発売、ISBN 4-5921-8801-2
    - 「パラレル TO THE ワールド」（『LaLa DX』2003年1月号掲載）を併録。

  2. 2004年8月5日発売、ISBN 4-5921-8152-2
    - 「ガクチュー」（『LaLa DX』2002年11月号掲載）を併録。

  3. 2005年2月5日発売、ISBN 4-5921-8153-0
    - 「まほーの使い方」（『LaLa DX』2003年5月号掲載）を併録。

  4. 2005年8月5日発売、ISBN 4-5921-8154-9
    - 「ヒミツの扉のくぐり方」（『LaLa DX』2005年3月号掲載）を併録。

  5. 2006年3月4日発売、ISBN 4-5921-8155-7
  6. 2006年10月5日発売、ISBN 4-5921-8426-2
    - 「サンタのいる街」（『LaLa DX』2002年1月号掲載）を併録。

  7. 2007年4月5日発売、ISBN 4-5921-8427-0
    - 「白雪姫の童話」（『LaLa DX』2002年5月号掲載）を併録。

  8. 2007年11月5日発売、ISBN 4-5921-8428-9
  9. 2008年4月5日発売、ISBN 978-4-5921-8429-4
    - 「きみとぼくのうた」（『LaLaスペシャル』2007年8月号掲載）を併録。

  10. 2008年12月5日発売、ISBN 978-4-592-18430-0
  11. 2009年7月3日発売、ISBN 978-4-592-18543-7